# نشرة ريسلينغ أوبزرفر الإعلامية
نشرة ريسلينغ أوبزرفر الإعلامية (بالإنجليزية: Wrestling Observer Newsletter)‏ تختصر (بالإنجليزية: WON)‏ هي نشرة إعلامية تغطي المصارعة المحترفة وفنون القتال المختلطة.

## وصلات خارحية
- Home of the Wrestling Observer Live radio show
- Official website of the Wrestling Observer